# Christian Alfonso
Christian Alfonso López (Barcelona, 2 de mayo de 1989) es un futbolista español que juega como centrocampista en el C. E. L'Hospitalet de la Tercera División RFEF.

## Clubes
| Club                    | País   | Año       |
| ----------------------- | ------ | --------- |
| C. E. L'Hospitalet      | España | 2008-2011 |
| R. C. D. Espanyol "B"   | España | 2011-2012 |
| R. C. D. Espanyol       | España | 2012-2015 |
| A. D. Alcorcón (cedido) | España | 2013-2014 |
| Girona F. C. (cedido)   | España | 2014-2015 |
| C. E. L'Hospitalet      | España | 2016      |
| Lleida Esportiu         | España | 2016-2017 |
| C. E. L'Hospitalet      | España | 2018-     |